# Sloan (Band)
Sloan ist eine kanadische Rockband aus Toronto, die ursprünglich aus Halifax (Nova Scotia) stammt.

## Geschichte
Die Band wurde 1991 von Chris Murphy und Andrew Scott, die sich während ihres Studiums am Nova Scotia College of Art and Design in Halifax kennengelernt hatten, gegründet. Wenig später stießen dann Patrick Pentland und Jay Ferguson dazu, Murphy und Ferguson hatten zuvor schon in einer Punk-Band namens Kearney Lake Road gespielt. Der Bandname entstand in Anlehnung an den Spitznamen („Slow One“) eines gemeinsamen Freundes der Bandmitglieder.
1992 brachte die Band mit der Peppermint EP ihre erste Veröffentlichung auf dem eigens dazu gegründeten Label Murderecords  heraus, auf dem später auch Musik anderer Bands der Ostküsten-Szene wie Eric’s Trip und The Super Friendz herauskam. Im selben Jahr erschien auf Geffen Records ihr Debütalbum Smeared. Da der Sound von Sloan nicht dem der angesagten Grunge-Bands jener Jahre entsprach, betrieb Geffen keinerlei Promotion für das Nachfolge-Album Twice Removed, das das US-Magazin Spin eines der „Best Albums You Didn’t Hear“ des Jahres 1994 nannte. Auch ohne Unterstützung durch ihre Plattenfirma war Twice Removed in Kanada ein Erfolg und erreichte, wie zuvor schon Smeared, schließlich Gold-Status. Dennoch zog sich die Band zunächst aus der Öffentlichkeit zurück, schlug ein neues Angebot von Geffen aus und beschloss stattdessen, ihr nächstes Album One Chord to Another wieder in Eigenregie auf Murderecords auf den Markt zu bringen. Diesem Grundsatz blieb Sloan auch bei ihren nächsten Veröffentlichungen Navy Blues, Between the Bridges  und Pretty Together treu. Gegen Ende des Jahrzehnts hatte die Band mit Recorded Live at a Sloan Party (1997) und 4 Nights at the Palais Royale (1999) zudem zwei Live-Alben aufgenommen.
2003 versuchte die Band mit dem Album Action Pact, das bei RCA Records erschien, auch auf dem US-amerikanischen Musikmarkt den Durchbruch zu schaffen. Daher entschied man sich in Los Angeles mit Tom Rothrock zusammenzuarbeiten, der sich als Produzent von Künstlern wie Beck und Elliott Smith einen Namen gemacht hatte. Trotz eines eingängigeren Sounds gelang es jedoch nicht, das öffentliche Profil von Sloan in den USA nachhaltig zu heben. In ihrem Heimatland erfreute sich die Band jedoch weiterhin großer Popularität. 2005 kam unter dem Titel A Sides Win: Singles 1992–2005 eine Zusammenstellung ihres bisherigen musikalischen Schaffens heraus, auf der mit All Used Up und Try to Make It auch zwei neue Songs enthalten waren.
Die Band meldete sich 2006 schließlich mit dem Doppel-Album Never Hear the End of It zurück, das den Musikern ihre bislang höchste Album-Platzierung in den US-Charts bescherte. Nach Parallel Play (2008) beschritt Sloan 2009 neue Wege mit der nur via Internet erhältlichen EP Hit & Run und der Single Take It Upon Yourself. Auch die Kompilation B-Sides Win: Extras, Bonus Tracks & B-Sides 1992–2008 wurde digital über ihre eigene Website vertrieben. Ende Februar 2011 kündigte Sloan anlässlich des 20-jährigen Bestehens der Band für Mai 2011 ein neues Album an, das nach dem römischen Zahlzeichen für 20, XX, den Titel The Double Cross trägt. Die erste kanadische Single aus dem Album ist Patrick Pentlands Lied Unkind.
Sloan gilt als eine der erfolgreichsten kanadischen Bands der 1990er Jahre. Im Laufe ihrer Karriere wurde die Formation bislang viermal für den kanadischen Musikpreis Juno Award in der Kategorie Best Rock Album (1999, 2002, 2007 und 2009) nominiert. 1997 gewann sie die Auszeichnung für One Chord to Another als Best Alternative Album, nachdem sie zwei Jahre zuvor schon für das Album Twice removed mit einer Nominierung in der gleichen Kategorie bedacht worden war. 1996 wurde Twice removed, nur zwei Jahre nach seinem Erscheinen, in einer Leserabstimmung des kanadischen Musikmagazins Chart zum „Besten kanadischen Album aller Zeiten“ gekürt. Bei der gleichen Umfrage im Jahr 2000 belegte es Platz 3 hinter Blue von Joni Mitchell und Harvest von Neil Young, um 2005 erneut auf Platz 1 gewählt zu werden. In allen drei Leserumfragen landete zudem Underwhelmed von Sloans Debütalbum Smeared bei der Ermittlung des „Besten kanadischen Songs aller Zeiten“ jeweils auf Platz 3.

## Stil
Wolfgang Schäfer vom Magazin Rock Hard erinnerte die Newcomer-Band an die „alten Hüsker Dü“, jedoch abgeschliffen auf „MTV-Kompatibilität“.

## Diskografie

### Studioalben
- 1992: Peppermint EP
- 1992: Smeared (CA: Gold)[7]
- 1994: Twice Removed (CA: Gold)
- 1996: One Chord to Another (CA: Gold)
- 1998: Navy Blues (CA: Gold)
- 1999: Between the Bridges
- 2001: Pretty Together
- 2003: Action Pact
- 2006: Never Hear the End of It
- 2008: Parallel Play
- 2009: Hit & Run EP
- 2011: The Double Cross

### Livealben
- 1997: Recorded Live at a Sloan Party
- 1999: 4 Nights at the Palais Royale

### Kompilationen
- 2005: A Sides Win: Singles 1992–2005
- 2010: B Sides Win: Extras, Bonus Tracks & B-Sides 1992–2008